# 沃金
沃金是英國薩里郡西部的一個市鎮，位於同名的非都市區內。
它距離倫敦市中心（查令十字）37公里，人口為62,796人。若包括其周圍的自治市區，則沃金的人口約為99,200人。
由於從沃金乘坐火車到滑鐵盧車站僅需約半小時，沃金一般被認為是大倫敦都會區的一部份。

## 外部連結
- 沃金自治市議會
- 沃金鎮社區網站 （页面存档备份，存于）